# Dino Morelli
Dino Morelli (Ballymoney, 6 de junho de 1973) é um ex-piloto britânico de automobilismo. 
Estreou no automobilismo em 1988, disputando provas de kart. Entre 1990 e 1991, participou da Fórmula Ford, nas versões irlandesa e britânica. Morelli ainda disputou as Fórmulas Vauxhall britânica e Opel European Series por 2 anos, e na Fórmula 3, terminou em 7º lugar na classificação geral.
Na Fórmula 3000, estreou em 1995 e participou das etapas de Silverstone e Barcelona, pela equipe Omegaland. No ano seguinte, disputou a Fórmula 3 Italiana e voltou à F-3000 em 1997, pela equipe DKS Racing. Em 4 provas disputadas, obteve um quinto lugar em Silverstone e um terceiro no GP da Finlândia (único pódio dele na categoria), terminando em 12º lugar na classificação, com 6 pontos. Pilotou na Fórmula 3000 até 2001, quando se aposentou.

## Acidente em Nürburgring
Morelli, no entanto, é mais lembrado pelo violento acidente que sofreu na etapa de Nürburgring, também em 1997: sob chuva forte, o Lola-Zytek do norte-irlandês acertou em cheio o carro de Gareth Rees (Durango), que tinha rodado em plena reta dos boxes.
Sem os pneus da frente, o carro passa reto na curva e ainda bate no francês Cyrille Sauvage (Draco Engineering), batendo com violência e destruindo a proteção de pneus e o guard-rail. Retirado dos destroços e levado a um hospital, Morelli teve cortes no rosto, concussão cerebral, fraturas nas 2 pernas, traumatismo torácico e complicações respiratórias, porém manteve a consciência. Com o acidente, a DKS Racing, que disputou apenas 4 provas na F-3000, encerrou suas atividades por falta de recursos.